# Huérmeces
Huérmeces település Spanyolországban, Burgos tartományban. Huérmeces Montorio, Merindad de Río Ubierna, Valle de Santibáñez, Las Hormazas, Villadiego és Úrbel del Castillo községekkel határos. Lakosainak száma 153 fő (2024).

## Népesség
A település népessége az utóbbi években az alábbiak szerint változott:
| Lakosok száma | 149  | 131  | 127  | 131  | 136  | 126  | 135  | 185  | 164  | 153  |
|               | 2001 | 2004 | 2006 | 2009 | 2011 | 2014 | 2016 | 2019 | 2021 | 2024 |